# Kurzsichtigkeit

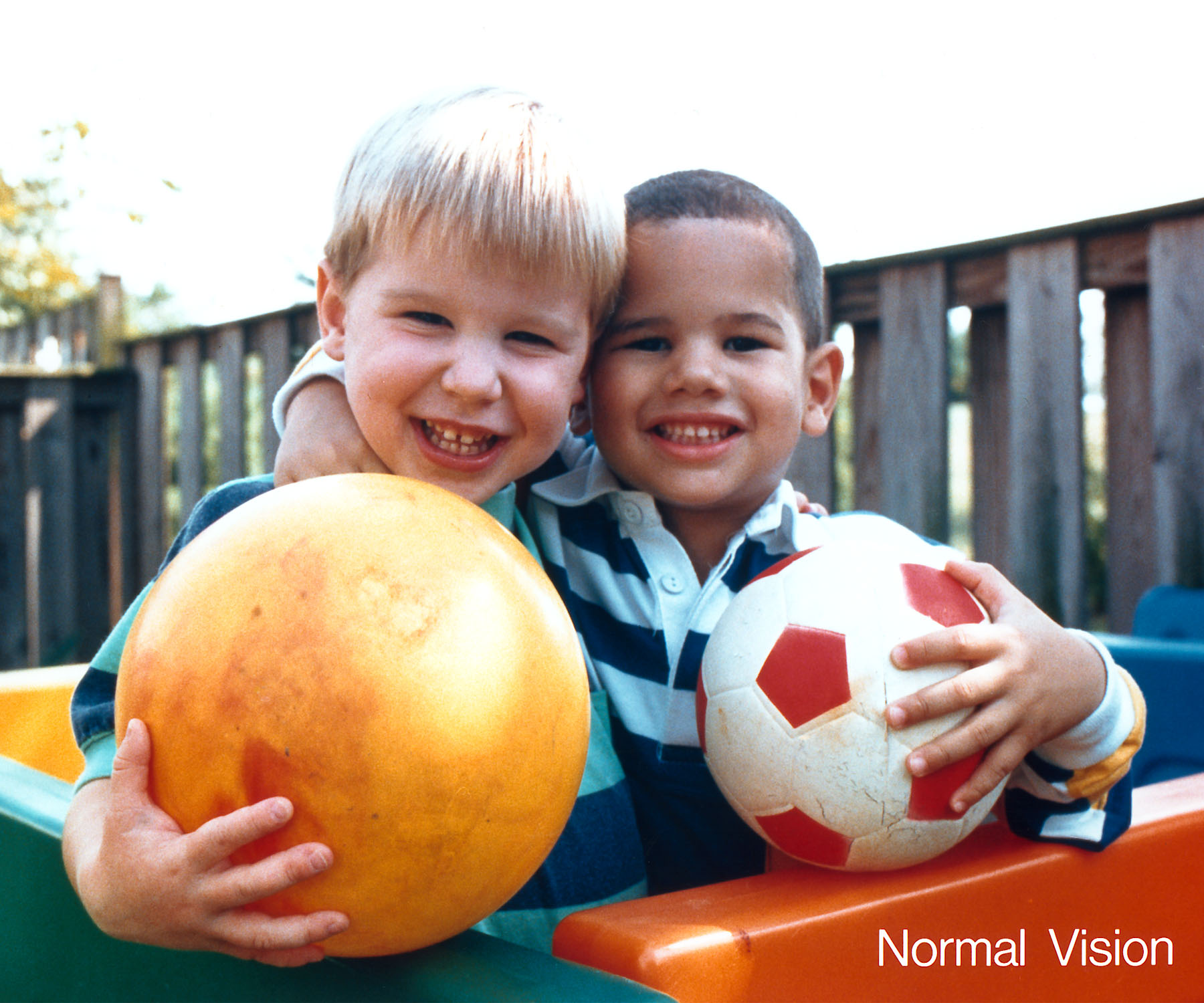
Normalsichtigkeit

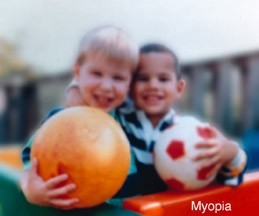
Eindruck derselben Szenerie bei Kurzsichtigkeit (simuliert durch Unschärfe im Fernbereich)

Strahlengang am kurzsichtigen Auge (jeweils beim Blick in die Ferne; die ankommenden Strahlen sind – entgegen der Darstellung in der Zeichnung – fast parallel zueinander). Beim unkorrigierten myopen Auge (oben) ist die Bildlage vor der Netzhaut und der Seheindruck unscharf. Durch eine Zerstreuungslinse kann die Bildlage nach hinten und bis auf die Netzhautebene verschoben werden, um einen scharfen Seheindruck zu erreichen (unten).

Mit Kurzsichtigkeit oder Myopie (altgriechisch μυωπία myōpía) bezeichnet man eine bestimmte Form von optischer Fehlsichtigkeit (Ametropie) des Auges. Das Auge fokussiert das Licht vor, statt auf der Retina. Das ist zumeist Folge entweder eines zu langen Augapfels oder einer für seine Länge zu starken Brechkraft seiner optisch wirksamen Bestandteile. Das Ergebnis ist ein Abbildungsfehler, der weit entfernte Objekte unschärfer erscheinen lässt als nahe gelegene – der Betroffene sieht also in der Nähe (daher die Bezeichnung „kurz-sichtig“) besser als in der Ferne.
Zur Entstehung von Kurzsichtigkeit tragen sowohl genetische Faktoren als auch Umweltfaktoren bei. Als einer der größten Risikofaktoren gilt mangelnder Aufenthalt im Freien während der frühen Kindheit. Das liegt in den Auswirkungen von Tageslicht auf die Produktion und Freisetzung retinalen Dopamins begründet.
Weltweit sind etwa 1,5 Milliarden Menschen kurzsichtig. Der Anteil Kurzsichtiger an der Gesamtbevölkerung nimmt in den letzten Jahren deutlich zu, variiert aber weltweit stark. Aufgrund der größeren Verbreitung in Industriestaaten kann Kurzsichtigkeit als eine Zivilisationskrankheit bezeichnet werden.
Das Ausmaß einer Kurzsichtigkeit wird durch eine Refraktionsbestimmung ermittelt und in Dioptrien angegeben. Nach Ursache und Zeitpunkt ihres Auftretens lassen sich verschiedene Formen unterscheiden, für die es in den meisten Fällen keine ursächliche Behandlungsmöglichkeit gibt. Durch das Tragen von Hilfsmitteln wie Brillen oder Kontaktlinsen kann jedoch der Brechungsfehler korrigiert werden. Eine operative Korrektur, die heute meist mit Hilfe eines Lasers durchgeführt wird, ist in vielen Fällen ebenfalls möglich.

## Beschreibung
Bei Kurzsichtigkeit besteht ein Missverhältnis zwischen der Baulänge des Auges und der Brechkraft seiner optisch wirksamen Bestandteile (Achsen-Ametropie). Dadurch ergibt sich für einen weit entfernten Gegenstand auch bei vollständiger Entspannung des Ziliarmuskels und somit minimaler Krümmung und Brechkraft der Augenlinse eine Bildlage vor der Netzhaut. Daraus ergibt sich ein unscharfer Seheindruck. Wird der Gegenstand näher an das Auge herangeführt, verschiebt sich die Bildlage nach hinten. Verringert man den Abstand zum Auge so weit, dass die Objektabbildung auf der Netzhautebene liegt, entsteht auch für den Kurzsichtigen ein scharfer Seheindruck, ohne dass dafür eine optische Korrektur notwendig wäre.
Kurzsichtigkeit ist das geometrisch-optische Gegenteil der Weitsichtigkeit (Übersichtigkeit, Hyperopie). Beide Brechungsfehler werden auch als axiale Bildlagefehler bezeichnet und stellen eine Aberration niedriger Ordnung (Defocus) dar.
Eine Myopie ist in den meisten Fällen keine Krankheit im eigentlichen Sinne. Sie steht nach heutiger Ansicht generell im Zusammenhang mit einer genetischen Disposition und wird von äußeren Einflüssen verstärkt. Die Auffassung, viel Lesen, Schularbeiten, Smartphonenutzung und andere Naharbeiten würden die Entstehung einer Myopie im Kindesalter begünstigen, ist in den letzten Jahren in Frage gestellt worden. Aktuell gilt neben der genetischen Disposition insbesondere wenig Tageslicht als Risikofaktor. Als krankhaft können die maligne Myopie und manche Formen der Brechungsmyopie (s. u.) angesehen werden.

## Messung und Untersuchung
Die Messung der Kurzsichtigkeit und die Ermittlung der optischen Korrektur (Refraktionsbestimmung) erfolgt durch objektive (z. B. Autorefraktometer oder Skiaskopie) und subjektive Verfahren (mittels Probiergläsern oder am Phoropter).
Bei der Untersuchung kann aufgrund unwillkürlicher Kontraktionen des Ziliarmuskels (Akkommodation) die Brechkraft der Linse ansteigen und so zu einer unbeabsichtigten Myopisierung führen. In solchen Fällen wird eine zu hohe Kurzsichtigkeit bestimmt. Das kann verhindert werden, indem die Refraktionsmessung in Zykloplegie durchgeführt wird. Dabei wird durch die Verabreichung von sogenannten „zykloplegischen“ Augentropfen der Ziliarmuskel vorübergehend gelähmt und diese Fehlerquelle für die Dauer der Messung eliminiert.
Zur Vorbereitung von refraktiv-chirurgischen Eingriffen an der Hornhaut werden zur genauen Vermessung der optischen Verhältnisse der Augen (Aberrationen) auch Wellenfront-Aberrometer eingesetzt (auch Wellenfrontanalysegerät genannt), die unter anderem ebenfalls die Kurzsichtigkeit messen.

## Verbreitung
Fast 25 % der Weltbevölkerung sind von Kurzsichtigkeit betroffen.
In Deutschland sind etwa 25 % der Bevölkerung betroffen.
Zur Ermittlung der Kurzsichtigkeit von Kindern und Jugendlichen in Deutschland wurden von 2003 bis 2006 17.640 Kinder im Rahmen der KiSSG-Basiserhebung ausgemessen. Weitere 15.023 Kinder wurden von 2014 bis 2017 untersucht. Die Prävalenz der Myopie betrug in den Jahren 2003–2006 11,6 % und in den Jahren 2014–2017 11,4 %. Eine Zunahme bei deutschen Kindern konnte nicht festgestellt werden. Mit zunehmendem Alter der Kinder wurde der Anteil mit Myopie höher. Die Häufigkeit war höher bei Kindern, die mehr als zwei Stunden täglich lasen, nicht aber bei Verwendung digitaler Medien.
In Europa liegt der Anteil kurzsichtiger Jugendlicher mittlerweile bei knapp 50 %. Vor allem in Asien ist Kurzsichtigkeit allgegenwärtig, unter den 20-Jährigen in der südkoreanischen Hauptstadt Seoul sind rund 95 % von Kurzsichtigkeit betroffen.

## Behandlung und Korrektur
Für die häufigste Form der Kurzsichtigkeit, die Achsenmyopie, gibt es keine ursächliche Therapie.

### Konventionelle Lösungen

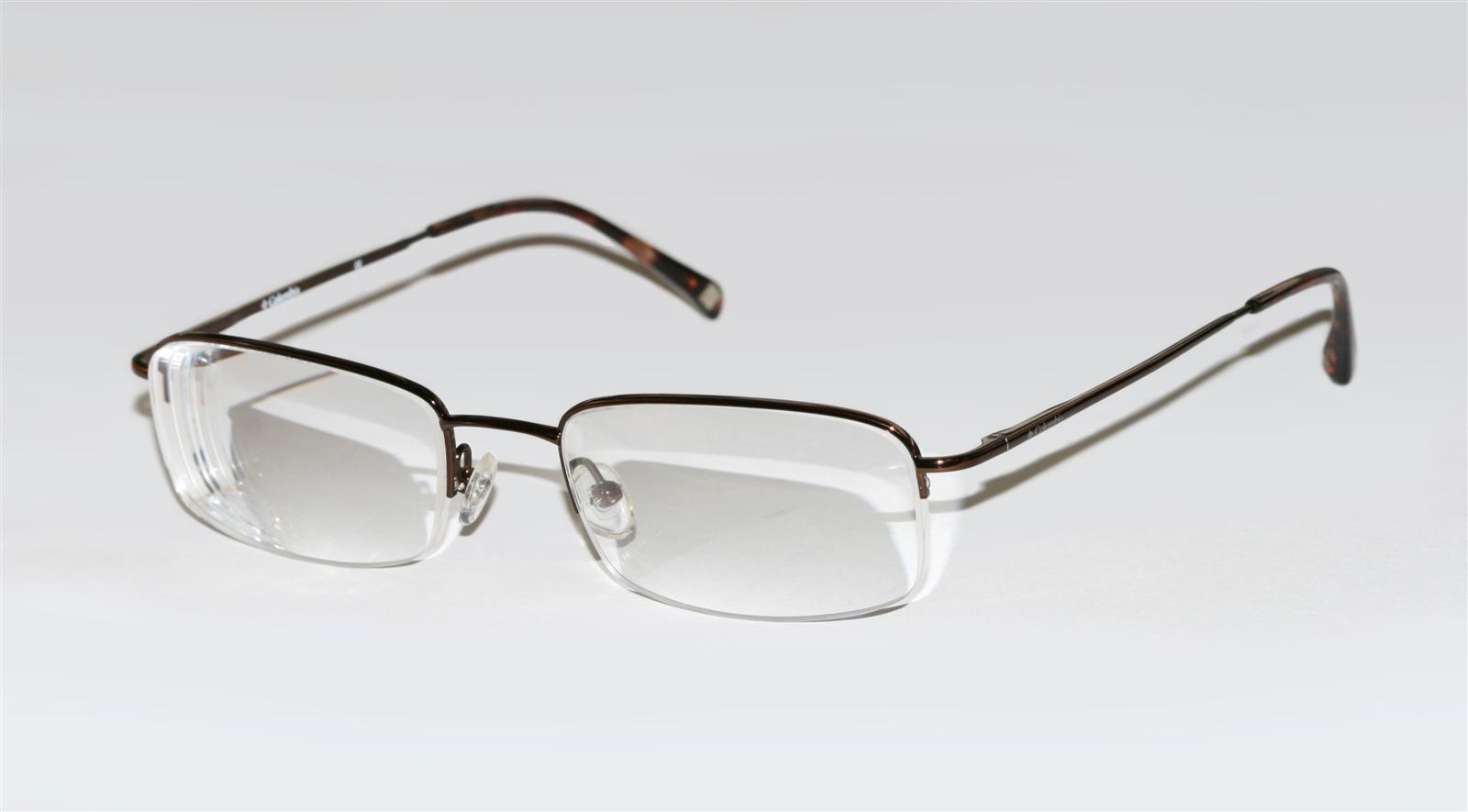
Kurzsichtigkeit wird häufig mit einer Brille ausgeglichen.

Ein entsprechender Brechungsfehler wird durch das Tragen von Hilfsmitteln wie Brillen oder Kontaktlinsen mit konkaver (eigentlich konvex-konkaver) Krümmung (d. h. negativen Dioptrien) korrigiert.

### Orthokeratologie
Durch spezielle formstabile Kontaktlinsen wird die Hornhaut während des Schlafs verformt, so dass der Brechungsfehler am Folgetag ohne weitere Hilfsmittel ausgeglichen ist. Das Verfahren der orthokeratologischen Linsen ist erst seit wenigen Jahren durch technische Fortschritte möglich. Die Anwendbarkeit ist auf sphärische Korrektionswerte bis −6,00 dpt und einen Astigmatismus bis −1,75 dpt beschränkt.

### Operationen
Mit unterschiedlichen Verfahren sind auch chirurgische Korrekturen möglich, die heute meist mit Hilfe eines Lasers durchgeführt werden. Die Kommission für Refraktive Chirurgie (KRC) empfiehlt als maximalen Grenzwert einer Korrektur mit dem Excimerlaser −10 dpt. Höhergradige Kurzsichtigkeiten erreichen durch Linseneinpflanzung ein besseres optisches Gesamtergebnis. Diese Operationen korrigieren jedoch nicht den zu lang gewachsenen Augapfel, sondern reduzieren lediglich die Brechkraft der Hornhaut, indem die Krümmung der Vorderfläche abgeflacht wird.

### Sonstige Verfahren
Auch durch Zukneifen der Augen zu einem schmalen Spalt können Kurzsichtige eine bessere Sehschärfe erhalten. Dieser Mechanismus basiert auf dem Prinzip der „stenopäischen Lücke“: Das Zukneifen führt zu einer Verkleinerung der Blende, wodurch es zu einer Zunahme der Schärfentiefe und einer Reduktion störender Randstrahlen (sphärische Aberration) kommt. Durch diesen verbreiteten Ausgleichsversuch hat die Myopie ihren Namen erhalten: Myops bedeutet auch „Blinzelgesicht“.
Die These, dass sich mit Verfahren der traditionellen chinesischen Medizin, beispielsweise Akupunktur, das Fortschreiten einer Myopie bei Kindern und Jugendlichen verlangsamen lasse, konnte in einer aktuellen systematischen Übersichtsarbeit der Cochrane Collaboration nicht gestützt werden.
Historisch erwähnenswert sind die Vorschläge zur Therapie der Myopie durch Entfernung der Augenlinse wie sie Albrecht von Haller, Higgs und Desmonceaux (1734–1806) machten. Spezielle Formen der Myopie lassen sich ursächlich behandeln, beispielsweise die Katarakt-induzierte Myopie durch eine Star-Operation oder die Glucose-induzierte Myopie durch genaue Einstellung des Blutzuckerspiegels. Für Pseudomyopien wurden Behandlungen mit niedrigdosierten Cycloplegica vorgeschlagen, Medikamente, die den Ziliarmuskel beruhigen oder bei hoher Dosierung vorübergehend lähmen.
Sekundärprävention: Atropin soll das Fortschreiten von Myopie bei Kindern verlangsamen können.

## Risiken und Auswirkungen
Anders als früher gilt Myopie heute als langfristige Gefahr für das Sehvermögen. Der Biologe Ulrich Bahnsen schreibt: „Besonders gefürchtete Folgeleiden bei Kurzsichtigen sind grüner und grauer Star, die Degeneration oder die Ablösung der Netzhaut sowie Ödeme, also Wassereinlagerungen, in der Makula, der Stelle des schärfsten Sehens.“
Aufgrund der beschränkten maximalen Gegenstandsweite, die bei Kurzsichtigen scharf auf die Netzhaut abgebildet werden kann, ist es oft gar nicht möglich, sehr weit entfernte Gegenstände scharf zu sehen. Aufgrund dessen ist mit zunehmender Kurzsichtigkeit auch die Schärfentiefe zunehmend reduziert und beschränkt sich zunehmend auf den Nahbereich vor dem Auge. Da im Straßenverkehr das Unfallrisiko erhöht ist, sind entsprechende Sehtests vorgeschrieben und deren regelmäßige Wiederholung wird empfohlen.
Eine Zunahme der Achsenmyopie führt zu einer Dehnung der Wandstrukturen, insbesondere von Aderhaut und Netzhaut mit sekundärer Atrophie des retinalen Pigmentepithels und Perfusionsstörungen der Aderhaut. Die Dehnungsveränderungen betreffen die periphere (äquatoriale) Netzhaut und den hinteren Pol mit Makulabereich und der Region um den Sehnervenkopf.
Eine chirurgische Korrektur der Fehlsichtigkeit (z. B. durch Laseroperation) reduziert zwar die Brechkraft der Hornhaut und dadurch den axialen Brechungsfehler, nicht jedoch die Probleme des zu lang gewachsenen Augapfels. Die in der Verlängerung des Augapfels begründeten Risiken der Myopie bleiben auch nach der Operation bestehen.

### Veränderungen der peripheren Netzhaut
Es kann zum Auftreten von Degenerationen der Netzhaut im Äquatorbereich kommen (z. B. Gitterlinien, Pflastersteine, atrophische Rundforamina oder Hufeisenforamina), die zu einer Netzhautablösung führen können. Bereits bei einer Kurzsichtigkeit von −1,00 bis −3,00 dpt ist aufgrund des deformierten Augapfels das Risiko von Netzhautlöchern (Foramina) und Netzhautablösungen um mehr als das Vierfache erhöht, bei einem Ausmaß größer als −3,00 dpt um das Zehnfache.

### Veränderungen im Makulabereich
Aufgrund der Dehnung kann es zu einer Ausdünnung der Aderhaut kommen (areoläre chorioretinale Atrophie), meist unter Einbeziehung der Papille sowie zu Rissen in der Bruch-Membran (sog. Lacksprünge). Als Komplikation kann eine Gefäßneubildung der Aderhaut (chorioidale Neovaskularisation (CNV)) auftreten, die zu Blutungen oder zu
disziformer Vernarbung (Fuchs-Fleck) führen können.

### Sonstiges
Auch das Risiko, von einem primären Offenwinkelglaukom betroffen zu sein, steigt mit zunehmender Kurzsichtigkeit stark an. Bei höheren Kurzsichtigkeiten kommt es oft zu Glaskörpertrübungen (Mouches volantes), die den Betroffenen stören können.

## Einteilung
In der ICD-10-Klassifikation wird die degenerative bzw. maligne Myopie mit H44.2 kodiert, die einfache Kurzsichtigkeit mit H52.1 und die durch Ciliarmuskelkrämpfe bedingte Pseudomyopie mit H52.5 (Akkommodationsspasmus).
In der alltäglichen fachärztlichen Praxis und der Forschung werden die Formen der Kurzsichtigkeit – je nach den speziellen Anforderungen – nach verschiedene Kriterien eingeteilt.

### Physikalisch-optische Kriterien
Ivan Borish und Stewart Duke-Elder ordneten die Formen der Myopie nach physikalisch-optischen Kriterien:
- Achsenmyopie: Kurzsichtigkeit durch eine im Vergleich zur Norm erhöhte axiale Länge des Auges.[7][29] Als Faustformel gilt: Jeder Millimeter Abweichung der Achsenlänge von der Ideallänge führt zu einer Zunahme der Kurzsichtigkeit um drei Dioptrien.[30]
- Brechungsmyopie oder Refraktionsmyopie: Kurzsichtigkeit durch im Vergleich zur Norm erhöhte Brechkraft der refraktiven Teile des Auges, d. h. der Hornhaut (Cornea) und/oder der Linse, aber auch Kammerwasser und Glaskörper.[7][29] Borish unterteilte die Brechungsmyopie weiter in:[27]
  - Die Krümmungsmyopie ist durch die verstärkte Krümmung einer oder mehrerer der refraktiven Flächen des Auges, besonders der Hornhaut, verursacht.[7][29] Ein Keratokonus kann diese Myopieform hervorrufen, ebenso ein Lentikonus. Bei Patienten mit Cohen-Syndrom scheint die Myopie als Ergebnis erhöhter Krümmung von Hornhaut und Linse aufzutreten.[31]
  - Die Linsenmyopie entsteht durch die Veränderung des Brechungsindex eines oder mehrerer der Materialien des Auges (meist der Linse).[7][29]

### Grad und Ausmaß
Der Grad der Kurzsichtigkeit wird mit der Größe der Brechkraft bemessen, die eine Linse haben muss, die die Fehlsichtigkeit korrigiert. Die Brechkraft wird dabei in Dioptrien (dpt) angegeben. Die Kurzsichtigkeit wird üblicherweise in drei Stufen nach ihrem Ausmaß eingeteilt:
- Leichte Kurzsichtigkeit beschreibt eine Kurzsichtigkeit von −3,00 dpt oder weniger.[29]
- Die moderate Kurzsichtigkeit ist eine Myopie zwischen −3,00 und −6,00 dpt.[29]
- Starke Kurzsichtigkeit (auch: Myopia magna) beschreibt eine Fehlsichtigkeit von −6,00 dpt oder mehr.[29] Etwa 4,5 % der Kurzsichtigen entwickeln eine starke Myopie.[32]

### Entstehungszeitpunkt
Eine weitere Möglichkeit ist die Einteilung der Myopie nach dem Alter der Betroffenen bei Entstehung des Krankheitsbildes:
- Die angeborene (kongenitale oder infantile) Kurzsichtigkeit ist von Geburt an präsent und bleibt während der Kindheit bestehen.
- Die in Kindheit und Jugend entstandene Kurzsichtigkeit entwickelt sich im Alter bis zu 20 Jahren.
- Die im frühen Erwachsenenalter entstandene Kurzsichtigkeit entsteht im Alter zwischen 20 und 40 Jahren.
- Die im späten Erwachsenenalter entstandene Kurzsichtigkeit tritt nach dem 40. Lebensjahr erstmals auf.

### Krankheitswert
- Einfache Myopie, Myopia simplex, Schulmyopie: Ein Auge mit Myopia simplex ist ein ansonsten normales Auge, das zu lang für den durch seine Hornhaut und Linse gegebenen Brechwert ist oder (seltener) einen zu hohen Brechwert im Verhältnis zu seiner axialen Länge hat.[33] Die Myopia simplex ist die häufigste Form der Kurzsichtigkeit. Es wird angenommen, dass sowohl genetische als auch verschiedene Umgebungsfaktoren, insbesondere umfangreiche Arbeit im Nahbereich des Auges zur Entwicklung einer Myopia simplex beitragen.[34] Die Myopia simplex kann als physiologische (nicht krankhafte) Form der Myopie betrachtet werden, weil die einzige Abweichung des Auges von normaler Struktur und Funktion in der Notwendigkeit besteht, für ein scharfes Sehen in der Ferne Minuslinsen zu verwenden.[33] Ähnlich argumentieren auch die gesetzlichen Krankenkassen in Deutschland, wenn sie die Kostenübernahme für Sehhilfen bei Patienten mit Myopia simplex ab einem Alter von 18 Jahren verweigern.[35] Der Grad ist leicht bis moderat, sie entsteht meist in Kindheit und Jugend.
- Die Degenerative Myopie oder Maligne Myopie ist durch deutliche Veränderungen des Augenhintergrundes charakterisiert, beispielsweise ein Staphylom (eine Auswölbung am hinteren Pol des Augapfels), und verbunden mit hoher refraktiver Abweichung von den Normalwerten sowie subnormaler Sehschärfe nach Korrektur.[29] Bei dieser Form der Kurzsichtigkeit nehmen die Refraktionswerte häufig lebenslang zu. Die degenerative Myopie wurde als eine der Hauptursachen von Sehbehinderungen angegeben.[36] Der Grad ist meist stark, sie ist häufig angeboren (kongenital) oder besteht seit der frühen Kindheit (infantil).

### Sonstige klinische Formen
Andere Formen der Myopie können nach ihrem klinischen Erscheinungsbild differenziert werden: Teilweise lassen sich diese Formen auch den vorhergenannten Einteilungen zuordnen.
- Der Akkommodationsspasmus ist ein Krampf des Ziliarmuskels, der eine so genannte Pseudomyopie hervorruft, bei der sich der Ziliarkörper nicht genügend entspannen kann, um auch entfernte Objekte scharf zu sehen. Vom Patienten werden diese neuromuskulären Probleme als Kurzsichtigkeit wahrgenommen, deshalb wird der Effekt vor allem in der englischsprachigen Literatur pseudomyopia oder functional myopia genannt.[38] Betroffen sind besonders junge Patienten und Personen, deren Augen durch exzessive Akkommodation belastet sind, etwa beim Lesen, Lernen oder durch die Arbeit an Computern.[33] Diese durch Akkommodationsspasmen verursachte funktionale Kurzsichtigkeit darf nicht mit der physiologischen Kurzsichtigkeit verwechselt werden, da sie eine grundsätzlich verschiedene Behandlung erfordert und in keinem Fall durch Linsen mit negativen Dioptrien korrigiert werden sollte.[33] Die differentialdiagnostische Klärung erfolgt mittels Untersuchung in Zykloplegie.[33]
- Die Nachtkurzsichtigkeit (auch: Dämmerungsmyopie) ist eine in Sichtverhältnissen mit niedrigem Kontrast auftretende Kurzsichtigkeit (in der Dämmerung, nachts, aber auch bei Nebel). Ist das auf die Netzhaut projizierte Bild nicht kontrastreich genug, um genügend Informationen für die Fokussierung liefern zu können, dann stellt sich die neuronale Akkommodationssteuerung auf einen dark focus genannten Ruhepunkt etwa 0,5 bis 2 m vor dem Auge ein.[33][39] Einige Autoren vermuteten auch verstärkte optische Abbildungsfehler am Linsenrand bei weit geöffneter Pupille als Ursache des Phänomens, jedoch führten künstlich erweiterte Pupillen in Studien nicht zu einer erhöhten Nachtmyopie.[39][40]
- Bei hellem Tageslicht sind die Pupillen enger als bei Dunkelheit. Die dadurch erhöhte Schärfentiefe verringert die Auswirkung der Kurzsichtigkeit auf die Sehschärfe.
- Die Indexmyopie oder Linsenmyopie entsteht durch Veränderungen des Brechungsindex in einem oder mehreren der Augenmaterialien.[29] Eine Katarakt (Grauer Star) kann eine Linsenmyopie verursachen.[41]
- Die Induzierte oder erworbene Myopie entsteht durch die Einnahme von einigen Medikamenten, überhöhten Glucose-Spiegel (siehe auch Diabetes mellitus), Grauen Star oder andere anomale Bedingungen.[33] Die zusammenschnürenden Bänder (Cerclage), die zur operativen Behandlung einer Netzhautablösung verwendet werden, können eine Myopie durch Verlängerung der axialen Länge des Auges induzieren.[42] Eine Myopie kann Folge eines operativen Eingriffs an Hornhaut oder Linse sein. Der Grad dieser Myopien ist leicht bis moderat.
- Die Induzierte Formdeprivationsmyopie oder Linsen-induzierte Myopie ist eine Form der Kurzsichtigkeit, die entsteht, wenn dem Auge durch eine unnatürliche Umgebung mit begrenzter Sichtweite oder schlechter Beleuchtung,[43] durch künstliche Linsen[44] oder halbtransparente Abdeckungen[45][46] die normale Sicht unmöglich gemacht wird. Das führt zu einem künstlich verlängerten Augapfel. Bei niederen Wirbeltieren scheint diese Myopie aufgrund des lebenslangen Wachstums innerhalb kurzer Zeit reversibel zu sein.[46] Mit solchen Methoden wurde und wird die Myopie bei verschiedenen Tierarten im Experiment induziert, um die Krankheitsentstehung (Pathogenese) und die Mechanismen der Kurzsichtigkeit zu studieren.[46] Beim Menschen können vergleichbare Situationen durch (behandelte oder unbehandelte) angeborene Katarakte entstehen.[47]
- Die Transiente Myopie bezeichnet Effekte, die zu einer temporären myopischen Verschiebung führen. In der in den USA verwendeten ICD-9-CM-Klassifikation könnten solche Effekte als Transient refractive change (ICD-9-CM 367.81) eingeordnet werden.
- Die Raummyopie tritt auf bei einer maximalen Akkommodationsruhelage und reizleerem Gesichtsfeld in großen Höhen, beispielsweise bei Piloten. Dabei ist jegliche aktive Innervation des Ziliarmuskels eingestellt. Lediglich der verbliebene Ruhetonus und die mechanischen Einflüsse der Zonulafasern sind noch wirksam.

## Statistische Normalverteilung und Deviationen
Auch in der Normalbevölkerung unterliegen die für die Kurzsichtigkeit relevanten Parameter einer gewissen Streuung, die noch dazu in Abhängigkeit von Lebensalter, Lebensumständen und sogar Tageszeit deutlich variieren kann. Die Kenntnis dieser Variationen ist für den Patienten wie für den Mediziner wichtig, um normale temporäre Beschwerden von Fehlsichtigkeiten unterscheiden zu können. Die Variationen der einzelnen Parameter können sich zu signifikanten Messungenauigkeiten akkumulieren, die unter Umständen deutlich über den Messfehlern der optometrischen Diagnosemethoden liegen.

### Altersabhängigkeit

Ergebnisse von zwei Studien zur Entwicklung der Normalverteilung der Refraktionswerte bei Kindern im Alter von 3–15 Jahren aus dem Vereinigten Königreich (1961) und von Kindern im Alter von 6–14 Jahren aus den USA (2003). Der dunkle Bereich beinhaltet 68,27 % aller Messpunkte (eine Standardabweichung), bis zum Rand des mitteldunklen Bereiches sind 95,45 % aller Personen enthalten, die Außengrenze des hellen Bereichs umschließt 99 % aller Probanden.

Es wurden zahlreiche Studien zum Vorkommen der Kurzsichtigkeit in der Bevölkerung (Prävalenz) veröffentlicht. Allerdings sind diese wegen nicht standardisierter Messmethoden kaum vergleichbar, auch kann die Auswahl der untersuchten Bevölkerungsgruppen starken Einfluss auf das Ergebnis haben. Unter Studenten ist die Prävalenz im Allgemeinen höher als unter gemusterten Soldaten, unter Schulkindern höher als unter Vorschulkindern. Es besteht keine Einigkeit zur Definition des Grenzwertes zur Unterscheidung zwischen Myopie und Normalsichtigkeit bei Ermittlung der Prävalenz, je nach Studie wird dieser mal auf −0,25, −0,50, −0,75 oder −1,00 dpt festgelegt.
Auch wurden die Daten einer großen Zahl an Studien ohne die Gabe von Cycloplegica bei der Ermittlung der Fehlsichtigkeit erhoben. Neuere Untersuchungen zeigten jedoch, dass das Ermitteln der Fehlsichtigkeit ohne Verabreichung von Cycloplegica zu erheblichen Messungenauigkeiten führt, die zu einer deutlichen Überschätzung der Myopie in einigen Studien führt, da die Gabe von Cycloplegica in Reihenuntersuchungen aus Zeitgründen oft als nicht praktikabel angesehen wurde.
Nur wenige Untersuchungen geben die statistische Verteilung der ermittelten optischen Werte der untersuchten Probanden in ihrer Publikation an.
Die von der WHO finanzierte Refractive Error Study in Children (RESC) unternahm erstmals den Versuch, mit einem standardisierten Verfahren die Verteilung der Fehlsichtigkeit bei Kindern in den Altersgruppen, in denen die Myopia simplex üblicherweise einsetzt (Alter von 5–15 Jahre), zu bestimmen und so einen interethnischen Vergleich zu ermöglichen. Die Ergebnisse werden in einer Reihe von Publikationen veröffentlicht, allerdings wurden bislang nur Daten in Entwicklungs- und Schwellenländern erfasst. Die Verteilung der refraktiven Werte von Kindern in unterentwickelten Ländern wie Nepal scheint sich in der Jugend recht stabil zu verhalten, während es in den angrenzenden Schwellenländern Indien und China zu einer regelrechten „Myopisierung“ in den Altersgruppen von 6 bis 15 Jahren kommt: das statistische Mittel der Fehlsichtigkeit bewegt sich in Richtung Myopie, gleichzeitig nimmt die Standardabweichung innerhalb weniger Altersstufen extrem schnell zu.
Obwohl die statistische Verteilung oft durch eine leichte Wölbung (kurtosis) und Schiefe (skewness) in Richtung der Myopie von der idealen Normalverteilung abweicht, wird sie üblicherweise mit einer symmetrischen Gaußverteilung modelliert.

### Verstärkung der Kurzsichtigkeit durch Rückkopplung
Beim Wachstum des Kindes passen sich die Augen aufgrund der Homöostase an. Ihr Wachstum wird u. a. von den Sehnerven und den Nerven des Ziliarmuskels beeinflusst. Die Länge der Augäpfel passt sich so an, dass das Bild auf der Netzhaut für die meistbenutzte Sehentfernung in der Ruhestellung der Augenlinse und des Ziliarmuskels scharf ist (erste Stufe der Rückkopplung). Wenn ein Kind viel liest oder viel auf den Bildschirm eines PCs oder Smartphones schaut, ist der Ziliarmuskel oft angespannt, damit das Bild auf der Netzhaut scharf ist. Dadurch können die Augäpfel mit der Zeit länger werden und es entsteht die Kurzsichtigkeit, wenn das Kind eine Disposition dafür hat.
Die zweite Stufe der Rückkopplung kommt ins Spiel, wenn das Kind bzw. der Jugendliche die Augen auch mit der Brille weiter bevorzugt im Nahbereich benutzt. Dann geht der oben beschrieben Prozess weiter und nach einiger Zeit wird eine stärker korrigierende Brille nötig. Die zweite Stufe kann im Sinne einer ursächlichen Behandlung verhindert werden, wenn das Kind, sobald es eine Brille hat, diese nicht für den Nahbereich benutzt, weil dann kein weiteres Längenwachstum des Augapfels provoziert wird (siehe oben).
Die Verstärkung der Kurzsichtigkeit lässt sich auch beim Jugendlichen noch stoppen, wenn die jeweils „neue“ Brille nur für die Fernsicht und die jeweils „alte“ Brille für den Nahbereich benutzt wird. (Mit einer „Kinder-Lesebrille“ von ca. 2 Dioptrien könnte man eine Kurzsichtigkeit bei gefährdeten Kindern möglicherweise sogar vorbeugend verhindern.)

### Tageszeitliche Schwankungen
So wie alle anderen Organe ist auch das Auge nicht absolut starr und mit fixen Eigenschaften aufgebaut. Es unterliegt vielmehr den Prozessen der Homöostase, mit denen der Körper sein Wachstum und seine Funktionen selbst reguliert und an die Umgebungsbedingungen anpasst. Eine deutsche Studie berichtete 1988, dass sich in einer ausreichend großen Gruppe von Probanden der Grad der Kurzsichtigkeit statistisch signifikant zwischen Messungen am Morgen und am Abend um 0,25 dpt unterscheidet, allerdings konnten die Autoren in jener Zeit noch keine Aussage zu den Ursachen dieser Schwankungen machen. Einige Jahre später wurde beobachtet, dass das Wachstum der im Tierversuch untersuchten Augen von Küken einem ausgeprägten Tag- und Nachtrhythmus unterlag: Während tagsüber starke Wachstumsschübe zu verzeichnen sind, kommt es nachts zur Schrumpfung, d. h. zur Verminderung der axialen Länge der untersuchten Hühneraugen. Ähnliche Zyklen wurden danach in Versuchen mit Hasen und Affen nachgewiesen.
Auch bei menschlichen Kindern und Erwachsenen variiert die Größe, und damit die axiale Länge des Auges in Abhängigkeit von der Tageszeit. Die höchste myopische Verschiebung liegt bei den meisten Probanden um die Mittagszeit vor. Studien ermittelten zwischen 0,015 und 0,04 mm und 0,020–0,092 mm Schwankungen der Länge des Augapfels im Verlauf des Tages. Das entspricht einer Änderung des Brechwertes um 0,05 bis 0,32 dpt. und ist konsistent mit den älteren Daten der oben genannten deutschen Studie von 1988, die mit nur zwei Messungen pro Tag den Effekt nur grob abbilden konnte.
Die optischen Eigenschaften von Hornhaut und Linse scheinen dagegen vergleichsweise konstant zu sein.

### Schwangerschaft und Stillzeit
Während der Schwangerschaft kann bei Frauen eine temporäre myopische Verschiebung bis zu etwa −1 dpt einsetzen. Diese geht spätestens einige Wochen nach Ende der Schwangerschaft und Stillzeit von allein zurück.

### Temporäres Erscheinungsbild durch visuelle Belastung
Schon 1914 beobachteten Lancaster und Williams, dass es direkt nach Arbeit im Nahbereich der Augen bei den untersuchten Probanden (Kinder und Erwachsene bis 60 Jahre) zu einer zeitlich begrenzten myopischen Verschiebung des Fernpunktes um bis zu −1,3 dpt kam, die bis 15 Minuten andauerte. Neuere Studien seit den 1980er Jahren ermittelten je nach Versuchsaufbau mittlere Verschiebungen zwischen −0,12 und −0,93 dpt. Diese temporäre Kurzsichtigkeit klingt bei Probanden mit entwickelter Myopie langsamer ab als bei Normalsichtigen.
Der Effekt wurde in der Literatur verschieden bezeichnet, etwa als „accommodative lag“, als „accommodative hysteresis of refractive errors“, als „visual fatigue“, als „transient myopia“ und „nearwork-induced transient myopia“ (NITM). Er hält bei myopischen Personen durchschnittlich länger an als bei anderen. Einige Autoren vermuteten einen möglichen Zusammenhang zwischen der NITM und der Entwicklung einer permanenten Myopie.
In den Jahren von 1995 bis 2003 wurden im Rahmen der CLEERE-Langzeitstudie erstmals in einer großen Gruppe von Kindern im Alter zwischen 6 und 15 Jahren nicht nur die Fehlsichtigkeit, sondern auch die damit verbundenen Effekte des accommodative lag bestimmt. Aus diesen Daten ergab sich, dass das accommodative lag noch nicht vor, sondern erst mit Ausbruch der Kurzsichtigkeit nachzuweisen ist. Deshalb muss angenommen werden, dass es nicht Ursache, sondern Folge der Myopie ist. Bei den Probanden, die ihre Kurzsichtigkeit durch Brille oder Kontaktlinsen korrigierten, nahm die Verzögerung des Abklingens jährlich zu, auch der Grad der Myopie selbst nahm etwas stärker zu als bei den Kindern, die trotz Fehlsichtigkeit auf eine Sehhilfe verzichteten. Anhand dieser Daten lässt sich bislang allerdings nicht sagen, ob die sich stärker entwickelnde Kurzsichtigkeit unter den Brille-tragenden Probanden Ursache oder Folge des Benutzens der Sehhilfe war. Aufgrund der doppelten Rückkopplung bei der Entwicklung der Kurzsichtigkeit dürfte es die Folge des ständigen Tragens immer stärker korrigierender Brillen sein.

## Entwicklung der Myopie
Empirische Experimente zur Erforschung der Myopie werden meist an Tieren durchgeführt, da bestimmte Experimente wie das absichtliche und kontrollierte Einleiten einer Myopie bei Menschen ethisch nicht vertretbar ist. Einige typische Tierarten, in die Forscher zu Versuchszwecken Myopien induziert haben, sind Fische, Hühner, Mäuse, Meerschweinchen und Affen. Diese Arten unterscheiden sich sehr in ihrer Physiologie, doch konnten viele Gemeinsamkeiten erkannt werden. In solchen Fällen besteht die Hoffnung, dass die Ergebnisse allgemeiner Natur sind, falls die Augen aller untersuchten Arten bestimmte gemeinsame Eigenschaften in ihrer Entwicklung aufweisen oder Unterschiede verstanden und plausibel erklärt werden können. Das erweist sich allerdings nicht in jedem Fall als richtig.
Für die Entstehung bzw. Verschlechterung einer Myopie hat die Tageslichtexposition einen hohen Stellenwert. So wird das Myopierisiko gesenkt und durch visuelle Aktivität bei kurzer Sehentfernung erhöht. Das Wahrscheinlichkeitsverhältnis für das Auftreten einer Myopie ist bei geringer Tageslichtexposition um den Faktor 5 erhöht und steigt durch ein zusätzlich hohes Maß an Naharbeit auf das bis zu 16-fache an. Dabei hat ein retinaler Neurotransmitter, das Dopamin, eine wichtige regulatorische Funktion; er und andere Faktoren beeinflussen das Längenwachstum des Auges. Die Netzhaut setzt umso mehr Dopamin frei, desto mehr Licht auf das Auge trifft.

### Normalverteilung und Deviationen
Die Normalverteilung der Fehlsichtigkeit bei Primaten unterscheidet sich in ihren statistischen Parametern kaum von der von Menschen. Die Unterschiede zwischen verschiedenen Studien sind meist größer als diejenigen zwischen den Arten. Während bei der Geburt eine im Mittel recht starke Weitsichtigkeit mit starker Streuung vorherrscht, nähern sich die refraktiven Werte in den ersten Lebensmonaten der Normalsichtigkeit (Emmetropie) und die Streuung nimmt ab. Im Alter schwanken sie um 0 bis +0,5 dpt bei einer Standardabweichung zwischen ± 0,7 und ± 2 dpt. Weibchen zeigen eine geringfügig höhere Fehlsichtigkeit als Männchen, im Labor aufgezogene Tiere sind schon in ihrer Jugend um knapp 0,5 dpt kurzsichtiger als in der Wildnis aufgewachsene, diese Differenz verstärkt sich im Alter etwas. Die Standardabweichung ist bei Labortieren in allen Altersgruppen mehr als doppelt so groß wie bei wilden Tieren und nimmt mit dem Alter zu.

### Emmetropisierung
Das Wachstum des Auges in der Kindheit erfolgt in Schüben synchron zum Wach- und Schlafrhythmus: Während die Größe des Augapfel tagsüber zunimmt, schrumpft das Auge nachts wieder. In der Jugend wächst das Auge tags schneller als es nachts schrumpft, so dass die Größe insgesamt ständig zunimmt. Die genauen Wachstumsraten variieren von Individuum zu Individuum und zwischen linkem und rechtem Auge desselben Organismus, auch nehmen sie bei Erreichen des Erwachsenenalters rapide ab.
Wird die normale Sicht des Auges durch Abdeckungen oder Linsen beeinflusst, kann man eine Veränderung dieses Verhaltens beobachten: Der nächtliche Rückgang der Größe des Augapfels vermindert sich, bleibt aus, oder kann sich sogar in ein Wachstum umkehren. Wenn dieser Zustand über längere Zeit bestehen bleibt, entsteht ein dauerhaft verlängerter Augapfel, da das Wachstum jetzt nicht mehr von einer entsprechenden Schrumpfung ausgeglichen wird. Das setzt sich fort, bis ein Gleichgewicht erreicht ist: das Auge passt sich an seine Umgebung an, damit die Länge des Augapfels wieder besser zu den Brechwerten des optischen Linsensystems passt. Dieser Emmetropisierung genannte Prozess kommt zur Ruhe, sobald sich die Fehlsichtigkeit dem Brechwert der zusätzlich aufgesetzten Linse angenähert hat: das Auge „wächst hin zum Brennpunkt der Linse“. Von nun an bewegen sich die normalen tageszeitlichen Schwankungen um die neue Fehlsichtigkeit herum, die optische Korrektur durch eine „Sehhilfe“ verhindert die Re-Emmetropisierung in Richtung Normalsichtigkeit.

### Steuerung des Wachstums
Das Durchtrennen des Sehnerves oder des Ciliarnerves verändert jeweils den Verlauf der myopischen Entwicklung, kann sie aber nicht verhindern. Deshalb wird angenommen, dass sowohl die neuronalen Mechanismen über Sehnerv und Ciliarnerv als auch lokale Mechanismen im Auge das Wachstum steuern.
Schon früh wurde beobachtet, dass der Dopaminhaushalt der Netzhaut mit dem Wachstum des Augapfels im Zusammenhang steht, und dass Dopaminrezeptor-beeinflussende Medikamente auch die Entstehung einer durch Abdeckung der Augen induzierten Formdeprivationsmyopie modulieren. Die intravitreale Injektion von 6-OHDA in den Augapfel verhindert bei jungen Küken die Induktion einer Formdeprivationsmyopie trotz Abdeckung der Augen (6-OHDA oder 6-Hydroxydopamin ist ein Nervengift, das Neuronen mit dopaminergen und noradrenergen Rezeptoren zerstört). Linsen-induzierte Myopien lassen sich auf diese Weise nicht beeinflussen, deshalb vermuteten die Experimentatoren, dass diese beiden Formen der induzierten Myopie durch zwei verschiedene Mechanismen gesteuert werden.
Auch Nervengifte wie Nikotin und Neurotransmitter wie GABA scheinen die Wachstumsprozesse der an der Entwicklung der Myopie beteiligten Komponenten des Auges zu beeinflussen.
Mit einigen muskarinischen-Acetylcholinrezeptor-Blockern wie Atropin und Pirenzepin kann das Entstehen einer Myopie bei richtiger Dosierung zuverlässig verhindert werden. Die genauen Mechanismen der Wirkung dieser Substanzen sind bisher nur schlecht verstanden. Die Ergebnisse der vorliegenden Studien deuten an, dass sie wahrscheinlich nicht durch ihre lähmende Wirkung auf den Ziliarmuskel die Myopie verhindern, sondern indem sie die Glykosaminoglykan-Synthese in der extrazellulären Matrix der Sclera hemmen und so deren Viskoelastizität modulieren. Ähnliche biochemische Prozesse werden in der Sclera auch in der Erholungsphase nach einer experimentell induzierten Formdeprivationsmyopien beobachtet.
Auch durch Verabreichung des Adenosinrezeptor-Blockers 7-Methylxanthine (7-mx) konnte die myopische Entwicklung im Tierversuch vermindert werden. Der Mechanismus scheint auf einer selektiven Stärkung der Bindegewebsfasern der Sclera zu beruhen. In einer dreijährigen, randomisierten und Placebo-kontrollierten Pilotstudie mit 107 Probanden im Alter zwischen 8 und 13 Jahren konnten in Form von 400-mg-Tabletten verabreichte Dosierungen zwischen 40–706 (∅444) mg/Tag die Myopie stabilisieren bei 59 % der Probanden mit mittlerer Progressionsrate vor Beginn der Therapie. Bei keinem der Probanden traten Nebenwirkungen auf. Nach Ende der Therapie nahmen die Progressionsraten wieder zu, die Autoren gehen deshalb davon aus, dass eine solche Therapie sinnvollerweise bis zum Ende der jugendlichen Wachstumsphase im Alter von 18–20 Jahren fortgesetzt werden müsste.

### Erholung von einer induzierten Myopie
Entfernt man die Abdeckungen oder Linsen noch in der Wachstumsphase wieder von den Augen, so steuert die Emmetropisierung wieder in Richtung Normalsichtigkeit. Küken, Meerschweinchen, Spitzhörnchen und Primaten erholen sich in der Jugend selbst von drastischen Fehlsichtigkeiten. Dabei wird der Augapfel nicht einfach nur verformt, sondern die Zellstruktur der Sclera wird regelrecht umgebaut.
Es bleibt abzuwarten, inwieweit sich die Erkenntnisse aus Tierversuchen verallgemeinern und auf den Menschen übertragen lassen.

## Genetische Mechanismen
Trotz umfangreicher Studien zu den genetischen Mechanismen von Fehlsichtigkeiten weiß man bislang wenig Konkretes über die Wechselwirkungen zwischen genetischen Mechanismen und der Entwicklung einer Fehlsichtigkeit. Die Studien sind nicht selten widersprüchlich und untersuchten oft nur einzelne Familien oder kleine isolierte Ethnien. Folgestudien in anderen Ethnien konnten Ergebnisse nur für die seltenen Fälle sehr extremer Kurzsichtigkeit verifizieren.
In einer Studie an mehr als 4000 erwachsenen Zwillingen konnte 2010 nachgewiesen werden, dass es bei myopischen Patienten zur verstärkten Expression des Gens RASGRF1 (locus 15q25) kommt. RASGRF1 kodiert ein Protein in Neuronen und Rezeptoren der Retina, das besonders in den Entwicklungsphasen in hohen Konzentrationen nachweisbar ist. Die RASGRF1-Expression wird durch Stimulation muskarinischer Rezeptoren angeregt. Dieses Ergebnis deckt sich mit früheren Studien, in denen durch Gabe niedrig dosierter muskarinischer-Acetylcholinrezeptor-Blocker wie Atropin und Pirenzepin das Entstehen und Fortschreiten einer Myopie bei Säugetieren in der Wachstumsphase wie auch bei menschlichen Kindern und Jugendlichen verhindert oder zumindest vermindert werden konnte.
Die folgenden Gene standen oder stehen im Verdacht, die Entwicklung einer Myopie direkt oder indirekt zu beeinflussen:
| Gen             | Genlocus | Alter bei Ausbruch  | Verantwortlich für    | OMIM-Referenz |
| --------------- | -------- | ------------------- | --------------------- | ------------- |
| MYOPIA1; MYP1   | Xq28     | 1,5–5 Jahre         | −6,76 … −11,25 dpt    | 310460        |
| MYOPIA2; MYP2   | 18p      | 7 Jahre (∅)         | −6 … −21 dpt          | 160700        |
| MYOPIA3; MYP3   | 12q      | 6 Jahre (∅)         | −6 … −15 dpt          | 603221        |
| MYOPIA4; MYP4   | 7q       |                     | −13 dpt (∅)           | 608367        |
| MYOPIA5; MYP5   | 17q      | 9 Jahre (∅)         | −5 … −50 dpt          | 608474        |
| MYOPIA6; MYP6   | 22q12    |                     | −1 dpt oder weniger   | 608908        |
| MYOPIA7; MYP7   | 11p13    |                     | −12 … +7 dpt          | 609256        |
| MYOPIA8; MYP8   | 3q26     |                     | −12 … +7 dpt          | 609257        |
| MYOPIA9; MYP9   | 4q12     |                     | −12 … +7 dpt          | 609258        |
| MYOPIA10; MYP10 | 8p23     |                     | −12 … +7 dpt          | 609259        |
| MYOPIA11; MYP11 | 4q22-q27 | jünger als 7 Jahre  | −5 … −20 dpt          | 609994        |
| MYOPIA12; MYP12 | 2q37.1   | jünger als 12 Jahre | −7 … −27 dpt          | 609995        |
| MYOPIA13; MYP13 | Xq23-q25 | vor dem Schulalter  | −6 … −20 dpt          | 300613        |
| MYOPIA14; MYP14 | 1p36     |                     | −3,46 dpt (∅)         | 610320        |
| TGIF-β          | 19q13.1  |                     | Wachstumsfaktor       | 602630        |
| PAX6            | 11p13    |                     | Entwicklung des Auges | 607108        |
| RASGRF1         | 15q25    |                     | Wachstumsfaktor       | 606600        |

## Myopie und Presbyopie
Eine entstehende Altersweitsichtigkeit (Presbyopie) gleicht die in der Jugend entwickelte Kurzsichtigkeit nicht aus, sondern ergänzt sie. Der verlängerte Augapfel wird nicht wieder verkürzt, sondern nur das Linsenmaterial verhärtet sich mit zunehmendem Alter exponentiell. Infolgedessen kann der Ziliarmuskel die Linse nicht mehr ausreichend verformen, um auch nahe Objekte scharfzustellen: Die Akkommodationsbreite nimmt ab. Für den Patienten bedeutet dies, dass zusätzlich zur Sehhilfe für die Fernsicht noch eine ergänzende Lesebrille erforderlich wird, alternativ auch eine Bifokalbrille oder Gleitsichtbrille.
Eine Kurzsichtigkeit verändert den Akkommodationsbereich insofern, als sich Nah- und Fernpunkt näher am Auge befinden. Die Myopie kann manchmal dazu führen, dass Presbyope in der Nähe einwandfrei oder zumindest besser sehen können, wenn sie lediglich ihre Fernkorrektur abnehmen. Im Optimalfall ist diese Situation dann gegeben, wenn das rein zahlenmäßige Ausmaß einer Kurzsichtigkeit unbenommen des mathematischen Vorzeichens in etwa dem Wert einer objektiv benötigten Nahkorrektur entspricht. Das Zusammentreffen solcher optischer Verhältnisse ist rein zufällig und bedeutet in keinem Fall, dass es irgendeine gegenseitige Veränderung oder aktive Einflussnahme hinsichtlich der Kurzsichtigkeit auf der einen und der Alterssichtigkeit auf der anderen Seite geben würde. Es ist aber nicht ungewöhnlich, wenn zum Beispiel eine Person mit einer Kurzsichtigkeit von −1,50 bis −2,50 dpt und einer voll ausgebildeten Presbyopie zum Lesen in 20 bis 45 Zentimeter Entfernung keine Lesebrille benötigt.
Sonderform Monovision
In der Refraktiven Chirurgie durch Augenlaser oder Einpflanzung von Kunstlinsen lässt sich mit der sog. „Monovision“ relative Freiheit von der Brille oder Kontaktlinse in Ferne und Nähe auch jenseits des 45. Lebensjahres erreichen. Ein chirurgisch herbeigeführter Brechkraftunterschied von bis zu 1,5 dpt wird in der Regel vom Gehirn gut toleriert, wenn das ferndominante Auge absolut scharf in der Ferne sieht und das nahdominante Auge in der Nähe. Eine ausführliche orthoptische Untersuchung muss diese Fusionsfähigkeit eventuell vor einer Operation durch das Tragen von Probe–Kontaktlinsen testen. Nach einer gewissen Zeit der Gewöhnung (Adaptation) supprimiert (Suppression) das Gehirn den jeweils unschärferen Seheindruck, wenn dem Gehirn durch den binokularen (beidäugigen) Sehakt zwei unterschiedlich scharfe Bilder angeboten werden. Mit mittleren Sehbereich von 1-3 m sehen je nach Pupillenweite (stenopäischer Effekt) dann beide Augen insbesondere bei gutem Licht fast gleich gut, weshalb der Übergang von Ferne auf Nähe und umgekehrt kaum wahrgenommen wird. Bei weiten Pupillen jedoch, beispielsweise nächtlichen Autofahren, wird der Dioptriensprung der Monovision am deutlichsten wahrgenommen, weshalb hier noch eine optische Korrektur notwendig sein kann. Geschätzt 5–8 % der Bevölkerung verfügen von Natur aus über diese Art der optischen Variation des menschlichen Auges, weshalb sie bis in fortgeschrittene Presbyopenalter ohne optische Nahkorrektur aber auch ohne refraktive Augenoperation auskommen.

## Etymologie
Der medizinische Fachbegriff Myopie leitet sich vom altgriechischen Wort μύωψ mýōps „kurzsichtig“ ab, das sich aus den Bestandteilen μῡ́ειν mýein „schließen“ sowie ὤψ ōps „Auge“ zusammensetzt. Bereits in der Antike – als es noch keine Möglichkeit zur Korrektur von Fehlsichtigkeiten gab – war also bekannt, dass an Kurzsichtigkeit Leidende dazu neigen, durch „Blinzeln“ eine Art Lochblende zu bilden und so nach dem Prinzip der „stenopäischen Lücke“ die Schärfentiefe zu erhöhen und ihren Sehfehler zumindest teilweise zu kompensieren.